# Pete Tong

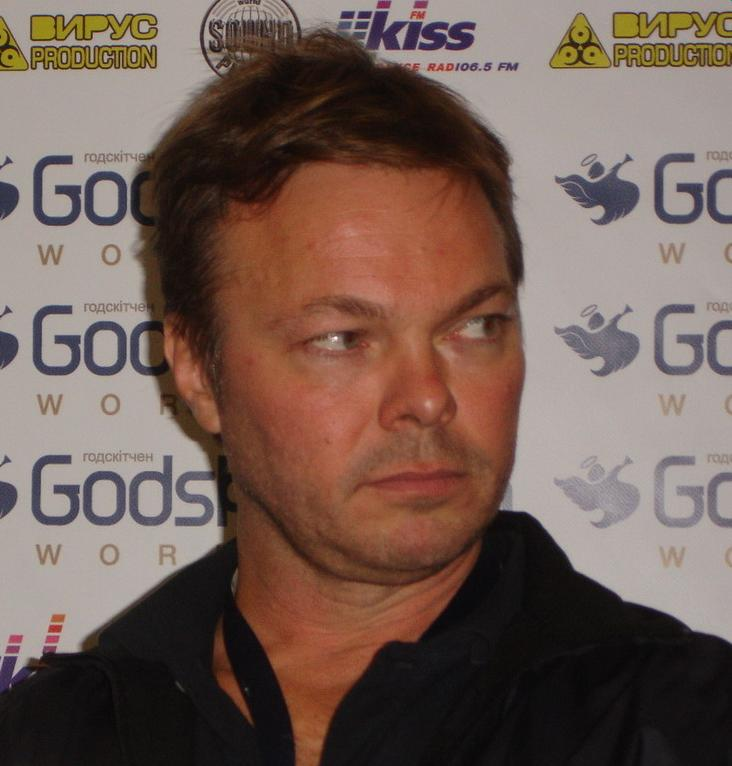
Pete Tong im Mai 2006

Peter „Pete“ Tong, MBE (* 31. Juli 1960 in Dartford) ist ein englischer DJ, der bei BBC Radio 1 beschäftigt ist.

## Leben und Wirken
Bekannt wurde Pete Tong vor allem durch die Radiosendung Essential Mix, eine wöchentliche Musiksendung auf BBC Radio 1, die alle Stile der elektronischen Tanzmusik unterstützt. Die Sendung wird seit 1992 von ihm moderiert. Sein Konzept ist in den Jahren gleich geblieben: Pete Tong stellt die wichtigsten Releases aus England aus den Bereichen House & Techno vor.
In den frühen 1990er-Jahren gab Pete Tong diverse CD-Serien heraus und schaffte es auf bis zu sechs Ausgaben innerhalb eines Jahres.
Seit Jahren veranstaltet er auf Ibiza seine Wonderland Partys. Seit 2008 finden diese im Eden in San Antonio statt. Tong wurde der Filmtitel It’s All Gone Pete Tong gewidmet.
Im Jahr 2014 wurde er in den Order of the British Empire aufgenommen.
Sein gemeinsam mit dem Heritage Orchestra aufgenommenes Album Classic House erreichte den ersten Platz der britischen Charts.

## Diskografie

### Alben
| Jahr | Titel            | Höchstplatzierung, Gesamtwochen, AuszeichnungChartsChartplatzierungen (Jahr, Titel, Platzierungen, Wochen, Auszeichnungen, Anmerkungen) | Anmerkungen                 |
| Jahr | Titel            | UK | Anmerkungen                 |
| ---- | ---------------- | --- | --------------------------- |
| 2016 | Classical House  | UK1 Gold · (21 Wo.)UK |                             |
| 2017 | Ibiza Classics   | UK14 Gold · (11 Wo.)UK |                             |
| 2019 | Chilled Classics | UK20 (5 Wo.)UK | mit Her-o and Jules Buckley |